# IC 5328
 IC 5328 ist eine  elliptische Galaxie vom Hubble-Typ E4 im Sternbild Phönix am Südsternhimmel. Sie ist schätzungsweise 139 Millionen Lichtjahre von der Milchstraße entfernt.
Das Objekt wurde am 3. Oktober 1897 von Lewis Swift entdeckt.